# 4chan
Форчан (на английски: 4chan) е англоезичен имиджборд и анонимен интернет форум. Сайтът е разделен на бордове (табла) с различни теми – например „/a/“ за аниме и манга, „/k/“ за оръжия, „/vg/“ за видеоигри, „/pol/“ за „политически некоректно“, „/b/“ – random (случайни).
„/b/“ е борда с най-много трафик в целия сайт и има най-малко правила за публикуване в него.
Сайтът е често свързан с множество интернет субкултури и активизъм като „Анонимните“ и с популяризирането и създаването на мемове. 4chan е и основно място за организиране и изпълняване на пакости, заливане на чат зали и на онлайн игри, както и масови интернет атаки.
Форчан е открит на 1 октомври 2003 г. от Кристофър Пул, известен като „moot“. Сайтът е създаден под влияние на японския „futaba channel“. Вече е задминал „futaba channel“ по трафик и популярност и вероятно е най-големият имиджборд в света.